# Tenedos equatorialis
Tenedos equatorialis là một loài nhện trong họ Zodariidae.
Loài này thuộc chi Tenedos. Tenedos equatorialis được Rudy Jocqué & Léon Baert miêu tả năm 2002.